# John Ambrose Fleming
Sir John Ambrose Fleming, född 29 november 1849, död 18 april 1945, var en engelsk elektroingenjör och fysiker. Han är känd för att ha uppfunnit det första termisk-emissions-röret eller vakuumröret, dioden som senare blev kallad kenotron 1904. Han uppfann också högerhandsregeln som används inom matematiken och elektroniken. Han tilldelades Hughesmedaljen 1910. 
Flemingröret, också kallat Fleming-oscillationsrör, var en vakuumrörsdiod uppfunnen av John Ambrose Fleming som användes förr i tiden vid radiokommunikation. På grund av att detta var världens första vakuumrör har IEEE beskrivit det som "en av de mest viktiga utvecklingarna inom elektronikens historia", och uppfinningen är listad på IEEE Milestones for electrical engineering.